# Sphericube
Sphericube je bila slovenska rock glasbena skupina, ustanovljena leta 2003. Velja za prvo skupino v Sloveniji, ki je izvajala glasbo v žanru post-rock. Znani so postali, ko je bila skupina leta 2004 izbrana na natečaju Klubski maraton Radia Študent. Bili so del gibanja Prekmurje Noise Conspiracy. V času obstoja so izdali dva studijska albuma: Jugda leta 2008 in Now You Know leta 2010.

Leta 2011 je skupina razpadla in na spletni strani naznanila: 
»Dosegli smo trenutek, kjer se preproste in iskrene resnice zlijejo skupaj. Sphericube ne bodo več obstajali v obliki, kot so do sedaj. Odločili smo se zapreti to poglavje in delovati naprej v drugi obliki kreativnosti.«
David Halb in Manuel Hahn sta nekaj let pozneje soustanovila skupino Werefox.

## Člani
- Andrej Lapoša — vokal, kitara, efekti
- Manuel Hahn — vokal, kitara, efekti
- David Halb — bobni, loopi, efekti
- Manuel Kuran — bas kitara, efekti
- David Lotrič — videoprojekcije
- Sašo Bonifarti — bas kitara (pred Kuranom)

## Diskografija
Studijski albumi
- Jugda (2008)
- Now You Know (2010)